# Зайцев, Александр Николаевич (шахматист)

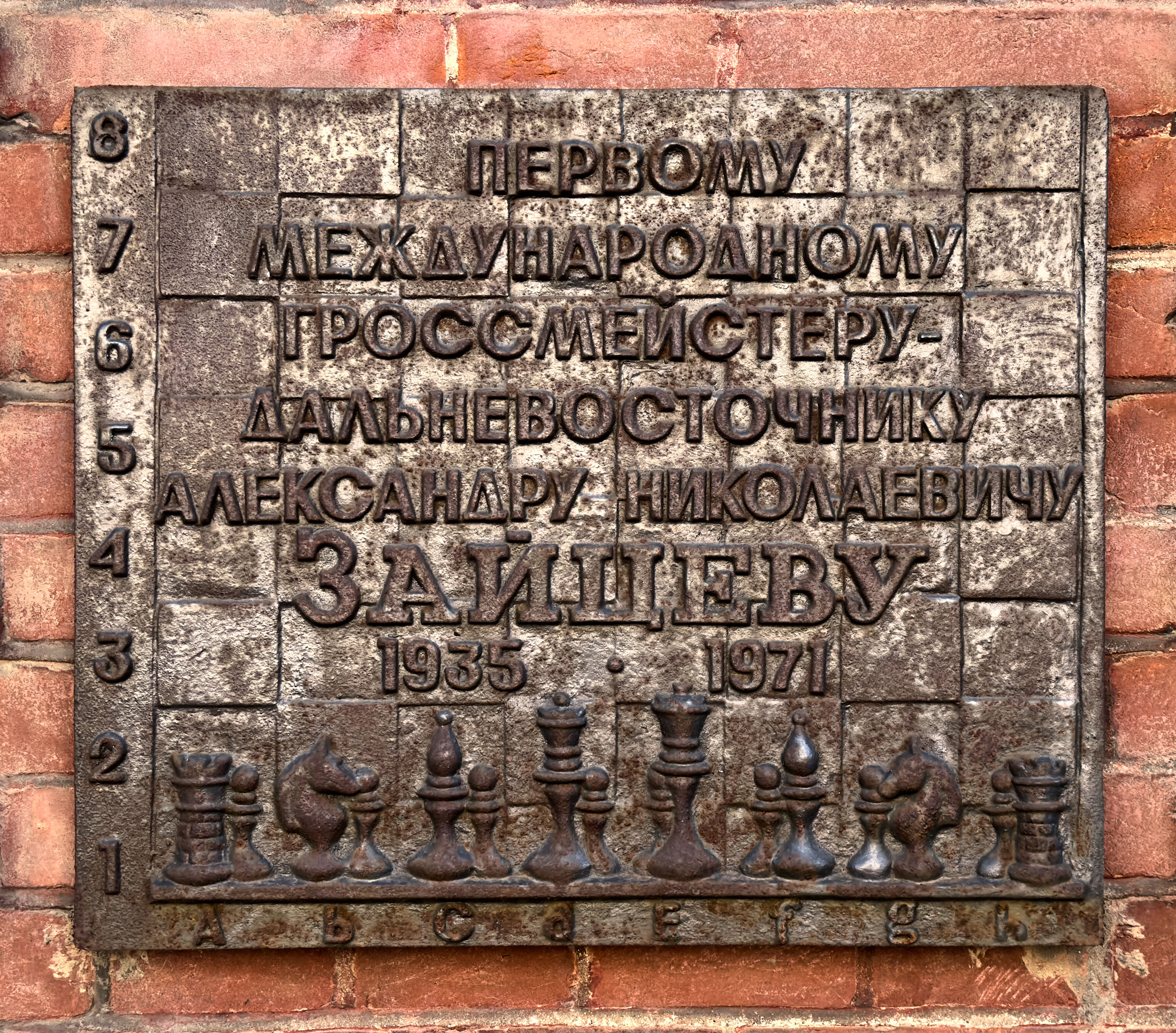
Памятная табличка на здании Восточного института во Владивостоке

Александр Николаевич Зайцев (15 июня 1935 или 3 февраля 1935, Владивосток, Дальневосточный край — 31 октября 1971, Владивосток) — советский шахматист, гроссмейстер (1967).

## Биография
|   | a | b | c | d | e | f | g | h |   |
| - | --- | --- | --- | --- | --- | --- | --- | --- | - |
| 8 | f8 чёрная ладья · g7 чёрный ферзь · h7 чёрный король · f6 чёрная ладья · h6 чёрная пешка · f5 чёрный слон · h5 белая пешка · a4 белая пешка · b4 белая пешка · d4 белый ферзь · f4 белая ладья · h4 белая ладья · f2 белый король · g2 белая пешка | f8 чёрная ладья · g7 чёрный ферзь · h7 чёрный король · f6 чёрная ладья · h6 чёрная пешка · f5 чёрный слон · h5 белая пешка · a4 белая пешка · b4 белая пешка · d4 белый ферзь · f4 белая ладья · h4 белая ладья · f2 белый король · g2 белая пешка | f8 чёрная ладья · g7 чёрный ферзь · h7 чёрный король · f6 чёрная ладья · h6 чёрная пешка · f5 чёрный слон · h5 белая пешка · a4 белая пешка · b4 белая пешка · d4 белый ферзь · f4 белая ладья · h4 белая ладья · f2 белый король · g2 белая пешка | f8 чёрная ладья · g7 чёрный ферзь · h7 чёрный король · f6 чёрная ладья · h6 чёрная пешка · f5 чёрный слон · h5 белая пешка · a4 белая пешка · b4 белая пешка · d4 белый ферзь · f4 белая ладья · h4 белая ладья · f2 белый король · g2 белая пешка | f8 чёрная ладья · g7 чёрный ферзь · h7 чёрный король · f6 чёрная ладья · h6 чёрная пешка · f5 чёрный слон · h5 белая пешка · a4 белая пешка · b4 белая пешка · d4 белый ферзь · f4 белая ладья · h4 белая ладья · f2 белый король · g2 белая пешка | f8 чёрная ладья · g7 чёрный ферзь · h7 чёрный король · f6 чёрная ладья · h6 чёрная пешка · f5 чёрный слон · h5 белая пешка · a4 белая пешка · b4 белая пешка · d4 белый ферзь · f4 белая ладья · h4 белая ладья · f2 белый король · g2 белая пешка | f8 чёрная ладья · g7 чёрный ферзь · h7 чёрный король · f6 чёрная ладья · h6 чёрная пешка · f5 чёрный слон · h5 белая пешка · a4 белая пешка · b4 белая пешка · d4 белый ферзь · f4 белая ладья · h4 белая ладья · f2 белый король · g2 белая пешка | f8 чёрная ладья · g7 чёрный ферзь · h7 чёрный король · f6 чёрная ладья · h6 чёрная пешка · f5 чёрный слон · h5 белая пешка · a4 белая пешка · b4 белая пешка · d4 белый ферзь · f4 белая ладья · h4 белая ладья · f2 белый король · g2 белая пешка | 8 |
| 7 | f8 чёрная ладья · g7 чёрный ферзь · h7 чёрный король · f6 чёрная ладья · h6 чёрная пешка · f5 чёрный слон · h5 белая пешка · a4 белая пешка · b4 белая пешка · d4 белый ферзь · f4 белая ладья · h4 белая ладья · f2 белый король · g2 белая пешка | f8 чёрная ладья · g7 чёрный ферзь · h7 чёрный король · f6 чёрная ладья · h6 чёрная пешка · f5 чёрный слон · h5 белая пешка · a4 белая пешка · b4 белая пешка · d4 белый ферзь · f4 белая ладья · h4 белая ладья · f2 белый король · g2 белая пешка | f8 чёрная ладья · g7 чёрный ферзь · h7 чёрный король · f6 чёрная ладья · h6 чёрная пешка · f5 чёрный слон · h5 белая пешка · a4 белая пешка · b4 белая пешка · d4 белый ферзь · f4 белая ладья · h4 белая ладья · f2 белый король · g2 белая пешка | f8 чёрная ладья · g7 чёрный ферзь · h7 чёрный король · f6 чёрная ладья · h6 чёрная пешка · f5 чёрный слон · h5 белая пешка · a4 белая пешка · b4 белая пешка · d4 белый ферзь · f4 белая ладья · h4 белая ладья · f2 белый король · g2 белая пешка | f8 чёрная ладья · g7 чёрный ферзь · h7 чёрный король · f6 чёрная ладья · h6 чёрная пешка · f5 чёрный слон · h5 белая пешка · a4 белая пешка · b4 белая пешка · d4 белый ферзь · f4 белая ладья · h4 белая ладья · f2 белый король · g2 белая пешка | f8 чёрная ладья · g7 чёрный ферзь · h7 чёрный король · f6 чёрная ладья · h6 чёрная пешка · f5 чёрный слон · h5 белая пешка · a4 белая пешка · b4 белая пешка · d4 белый ферзь · f4 белая ладья · h4 белая ладья · f2 белый король · g2 белая пешка | f8 чёрная ладья · g7 чёрный ферзь · h7 чёрный король · f6 чёрная ладья · h6 чёрная пешка · f5 чёрный слон · h5 белая пешка · a4 белая пешка · b4 белая пешка · d4 белый ферзь · f4 белая ладья · h4 белая ладья · f2 белый король · g2 белая пешка | f8 чёрная ладья · g7 чёрный ферзь · h7 чёрный король · f6 чёрная ладья · h6 чёрная пешка · f5 чёрный слон · h5 белая пешка · a4 белая пешка · b4 белая пешка · d4 белый ферзь · f4 белая ладья · h4 белая ладья · f2 белый король · g2 белая пешка | 7 |
| 6 | f8 чёрная ладья · g7 чёрный ферзь · h7 чёрный король · f6 чёрная ладья · h6 чёрная пешка · f5 чёрный слон · h5 белая пешка · a4 белая пешка · b4 белая пешка · d4 белый ферзь · f4 белая ладья · h4 белая ладья · f2 белый король · g2 белая пешка | f8 чёрная ладья · g7 чёрный ферзь · h7 чёрный король · f6 чёрная ладья · h6 чёрная пешка · f5 чёрный слон · h5 белая пешка · a4 белая пешка · b4 белая пешка · d4 белый ферзь · f4 белая ладья · h4 белая ладья · f2 белый король · g2 белая пешка | f8 чёрная ладья · g7 чёрный ферзь · h7 чёрный король · f6 чёрная ладья · h6 чёрная пешка · f5 чёрный слон · h5 белая пешка · a4 белая пешка · b4 белая пешка · d4 белый ферзь · f4 белая ладья · h4 белая ладья · f2 белый король · g2 белая пешка | f8 чёрная ладья · g7 чёрный ферзь · h7 чёрный король · f6 чёрная ладья · h6 чёрная пешка · f5 чёрный слон · h5 белая пешка · a4 белая пешка · b4 белая пешка · d4 белый ферзь · f4 белая ладья · h4 белая ладья · f2 белый король · g2 белая пешка | f8 чёрная ладья · g7 чёрный ферзь · h7 чёрный король · f6 чёрная ладья · h6 чёрная пешка · f5 чёрный слон · h5 белая пешка · a4 белая пешка · b4 белая пешка · d4 белый ферзь · f4 белая ладья · h4 белая ладья · f2 белый король · g2 белая пешка | f8 чёрная ладья · g7 чёрный ферзь · h7 чёрный король · f6 чёрная ладья · h6 чёрная пешка · f5 чёрный слон · h5 белая пешка · a4 белая пешка · b4 белая пешка · d4 белый ферзь · f4 белая ладья · h4 белая ладья · f2 белый король · g2 белая пешка | f8 чёрная ладья · g7 чёрный ферзь · h7 чёрный король · f6 чёрная ладья · h6 чёрная пешка · f5 чёрный слон · h5 белая пешка · a4 белая пешка · b4 белая пешка · d4 белый ферзь · f4 белая ладья · h4 белая ладья · f2 белый король · g2 белая пешка | f8 чёрная ладья · g7 чёрный ферзь · h7 чёрный король · f6 чёрная ладья · h6 чёрная пешка · f5 чёрный слон · h5 белая пешка · a4 белая пешка · b4 белая пешка · d4 белый ферзь · f4 белая ладья · h4 белая ладья · f2 белый король · g2 белая пешка | 6 |
| 5 | f8 чёрная ладья · g7 чёрный ферзь · h7 чёрный король · f6 чёрная ладья · h6 чёрная пешка · f5 чёрный слон · h5 белая пешка · a4 белая пешка · b4 белая пешка · d4 белый ферзь · f4 белая ладья · h4 белая ладья · f2 белый король · g2 белая пешка | f8 чёрная ладья · g7 чёрный ферзь · h7 чёрный король · f6 чёрная ладья · h6 чёрная пешка · f5 чёрный слон · h5 белая пешка · a4 белая пешка · b4 белая пешка · d4 белый ферзь · f4 белая ладья · h4 белая ладья · f2 белый король · g2 белая пешка | f8 чёрная ладья · g7 чёрный ферзь · h7 чёрный король · f6 чёрная ладья · h6 чёрная пешка · f5 чёрный слон · h5 белая пешка · a4 белая пешка · b4 белая пешка · d4 белый ферзь · f4 белая ладья · h4 белая ладья · f2 белый король · g2 белая пешка | f8 чёрная ладья · g7 чёрный ферзь · h7 чёрный король · f6 чёрная ладья · h6 чёрная пешка · f5 чёрный слон · h5 белая пешка · a4 белая пешка · b4 белая пешка · d4 белый ферзь · f4 белая ладья · h4 белая ладья · f2 белый король · g2 белая пешка | f8 чёрная ладья · g7 чёрный ферзь · h7 чёрный король · f6 чёрная ладья · h6 чёрная пешка · f5 чёрный слон · h5 белая пешка · a4 белая пешка · b4 белая пешка · d4 белый ферзь · f4 белая ладья · h4 белая ладья · f2 белый король · g2 белая пешка | f8 чёрная ладья · g7 чёрный ферзь · h7 чёрный король · f6 чёрная ладья · h6 чёрная пешка · f5 чёрный слон · h5 белая пешка · a4 белая пешка · b4 белая пешка · d4 белый ферзь · f4 белая ладья · h4 белая ладья · f2 белый король · g2 белая пешка | f8 чёрная ладья · g7 чёрный ферзь · h7 чёрный король · f6 чёрная ладья · h6 чёрная пешка · f5 чёрный слон · h5 белая пешка · a4 белая пешка · b4 белая пешка · d4 белый ферзь · f4 белая ладья · h4 белая ладья · f2 белый король · g2 белая пешка | f8 чёрная ладья · g7 чёрный ферзь · h7 чёрный король · f6 чёрная ладья · h6 чёрная пешка · f5 чёрный слон · h5 белая пешка · a4 белая пешка · b4 белая пешка · d4 белый ферзь · f4 белая ладья · h4 белая ладья · f2 белый король · g2 белая пешка | 5 |
| 4 | f8 чёрная ладья · g7 чёрный ферзь · h7 чёрный король · f6 чёрная ладья · h6 чёрная пешка · f5 чёрный слон · h5 белая пешка · a4 белая пешка · b4 белая пешка · d4 белый ферзь · f4 белая ладья · h4 белая ладья · f2 белый король · g2 белая пешка | f8 чёрная ладья · g7 чёрный ферзь · h7 чёрный король · f6 чёрная ладья · h6 чёрная пешка · f5 чёрный слон · h5 белая пешка · a4 белая пешка · b4 белая пешка · d4 белый ферзь · f4 белая ладья · h4 белая ладья · f2 белый король · g2 белая пешка | f8 чёрная ладья · g7 чёрный ферзь · h7 чёрный король · f6 чёрная ладья · h6 чёрная пешка · f5 чёрный слон · h5 белая пешка · a4 белая пешка · b4 белая пешка · d4 белый ферзь · f4 белая ладья · h4 белая ладья · f2 белый король · g2 белая пешка | f8 чёрная ладья · g7 чёрный ферзь · h7 чёрный король · f6 чёрная ладья · h6 чёрная пешка · f5 чёрный слон · h5 белая пешка · a4 белая пешка · b4 белая пешка · d4 белый ферзь · f4 белая ладья · h4 белая ладья · f2 белый король · g2 белая пешка | f8 чёрная ладья · g7 чёрный ферзь · h7 чёрный король · f6 чёрная ладья · h6 чёрная пешка · f5 чёрный слон · h5 белая пешка · a4 белая пешка · b4 белая пешка · d4 белый ферзь · f4 белая ладья · h4 белая ладья · f2 белый король · g2 белая пешка | f8 чёрная ладья · g7 чёрный ферзь · h7 чёрный король · f6 чёрная ладья · h6 чёрная пешка · f5 чёрный слон · h5 белая пешка · a4 белая пешка · b4 белая пешка · d4 белый ферзь · f4 белая ладья · h4 белая ладья · f2 белый король · g2 белая пешка | f8 чёрная ладья · g7 чёрный ферзь · h7 чёрный король · f6 чёрная ладья · h6 чёрная пешка · f5 чёрный слон · h5 белая пешка · a4 белая пешка · b4 белая пешка · d4 белый ферзь · f4 белая ладья · h4 белая ладья · f2 белый король · g2 белая пешка | f8 чёрная ладья · g7 чёрный ферзь · h7 чёрный король · f6 чёрная ладья · h6 чёрная пешка · f5 чёрный слон · h5 белая пешка · a4 белая пешка · b4 белая пешка · d4 белый ферзь · f4 белая ладья · h4 белая ладья · f2 белый король · g2 белая пешка | 4 |
| 3 | f8 чёрная ладья · g7 чёрный ферзь · h7 чёрный король · f6 чёрная ладья · h6 чёрная пешка · f5 чёрный слон · h5 белая пешка · a4 белая пешка · b4 белая пешка · d4 белый ферзь · f4 белая ладья · h4 белая ладья · f2 белый король · g2 белая пешка | f8 чёрная ладья · g7 чёрный ферзь · h7 чёрный король · f6 чёрная ладья · h6 чёрная пешка · f5 чёрный слон · h5 белая пешка · a4 белая пешка · b4 белая пешка · d4 белый ферзь · f4 белая ладья · h4 белая ладья · f2 белый король · g2 белая пешка | f8 чёрная ладья · g7 чёрный ферзь · h7 чёрный король · f6 чёрная ладья · h6 чёрная пешка · f5 чёрный слон · h5 белая пешка · a4 белая пешка · b4 белая пешка · d4 белый ферзь · f4 белая ладья · h4 белая ладья · f2 белый король · g2 белая пешка | f8 чёрная ладья · g7 чёрный ферзь · h7 чёрный король · f6 чёрная ладья · h6 чёрная пешка · f5 чёрный слон · h5 белая пешка · a4 белая пешка · b4 белая пешка · d4 белый ферзь · f4 белая ладья · h4 белая ладья · f2 белый король · g2 белая пешка | f8 чёрная ладья · g7 чёрный ферзь · h7 чёрный король · f6 чёрная ладья · h6 чёрная пешка · f5 чёрный слон · h5 белая пешка · a4 белая пешка · b4 белая пешка · d4 белый ферзь · f4 белая ладья · h4 белая ладья · f2 белый король · g2 белая пешка | f8 чёрная ладья · g7 чёрный ферзь · h7 чёрный король · f6 чёрная ладья · h6 чёрная пешка · f5 чёрный слон · h5 белая пешка · a4 белая пешка · b4 белая пешка · d4 белый ферзь · f4 белая ладья · h4 белая ладья · f2 белый король · g2 белая пешка | f8 чёрная ладья · g7 чёрный ферзь · h7 чёрный король · f6 чёрная ладья · h6 чёрная пешка · f5 чёрный слон · h5 белая пешка · a4 белая пешка · b4 белая пешка · d4 белый ферзь · f4 белая ладья · h4 белая ладья · f2 белый король · g2 белая пешка | f8 чёрная ладья · g7 чёрный ферзь · h7 чёрный король · f6 чёрная ладья · h6 чёрная пешка · f5 чёрный слон · h5 белая пешка · a4 белая пешка · b4 белая пешка · d4 белый ферзь · f4 белая ладья · h4 белая ладья · f2 белый король · g2 белая пешка | 3 |
| 2 | f8 чёрная ладья · g7 чёрный ферзь · h7 чёрный король · f6 чёрная ладья · h6 чёрная пешка · f5 чёрный слон · h5 белая пешка · a4 белая пешка · b4 белая пешка · d4 белый ферзь · f4 белая ладья · h4 белая ладья · f2 белый король · g2 белая пешка | f8 чёрная ладья · g7 чёрный ферзь · h7 чёрный король · f6 чёрная ладья · h6 чёрная пешка · f5 чёрный слон · h5 белая пешка · a4 белая пешка · b4 белая пешка · d4 белый ферзь · f4 белая ладья · h4 белая ладья · f2 белый король · g2 белая пешка | f8 чёрная ладья · g7 чёрный ферзь · h7 чёрный король · f6 чёрная ладья · h6 чёрная пешка · f5 чёрный слон · h5 белая пешка · a4 белая пешка · b4 белая пешка · d4 белый ферзь · f4 белая ладья · h4 белая ладья · f2 белый король · g2 белая пешка | f8 чёрная ладья · g7 чёрный ферзь · h7 чёрный король · f6 чёрная ладья · h6 чёрная пешка · f5 чёрный слон · h5 белая пешка · a4 белая пешка · b4 белая пешка · d4 белый ферзь · f4 белая ладья · h4 белая ладья · f2 белый король · g2 белая пешка | f8 чёрная ладья · g7 чёрный ферзь · h7 чёрный король · f6 чёрная ладья · h6 чёрная пешка · f5 чёрный слон · h5 белая пешка · a4 белая пешка · b4 белая пешка · d4 белый ферзь · f4 белая ладья · h4 белая ладья · f2 белый король · g2 белая пешка | f8 чёрная ладья · g7 чёрный ферзь · h7 чёрный король · f6 чёрная ладья · h6 чёрная пешка · f5 чёрный слон · h5 белая пешка · a4 белая пешка · b4 белая пешка · d4 белый ферзь · f4 белая ладья · h4 белая ладья · f2 белый король · g2 белая пешка | f8 чёрная ладья · g7 чёрный ферзь · h7 чёрный король · f6 чёрная ладья · h6 чёрная пешка · f5 чёрный слон · h5 белая пешка · a4 белая пешка · b4 белая пешка · d4 белый ферзь · f4 белая ладья · h4 белая ладья · f2 белый король · g2 белая пешка | f8 чёрная ладья · g7 чёрный ферзь · h7 чёрный король · f6 чёрная ладья · h6 чёрная пешка · f5 чёрный слон · h5 белая пешка · a4 белая пешка · b4 белая пешка · d4 белый ферзь · f4 белая ладья · h4 белая ладья · f2 белый король · g2 белая пешка | 2 |
| 1 | f8 чёрная ладья · g7 чёрный ферзь · h7 чёрный король · f6 чёрная ладья · h6 чёрная пешка · f5 чёрный слон · h5 белая пешка · a4 белая пешка · b4 белая пешка · d4 белый ферзь · f4 белая ладья · h4 белая ладья · f2 белый король · g2 белая пешка | f8 чёрная ладья · g7 чёрный ферзь · h7 чёрный король · f6 чёрная ладья · h6 чёрная пешка · f5 чёрный слон · h5 белая пешка · a4 белая пешка · b4 белая пешка · d4 белый ферзь · f4 белая ладья · h4 белая ладья · f2 белый король · g2 белая пешка | f8 чёрная ладья · g7 чёрный ферзь · h7 чёрный король · f6 чёрная ладья · h6 чёрная пешка · f5 чёрный слон · h5 белая пешка · a4 белая пешка · b4 белая пешка · d4 белый ферзь · f4 белая ладья · h4 белая ладья · f2 белый король · g2 белая пешка | f8 чёрная ладья · g7 чёрный ферзь · h7 чёрный король · f6 чёрная ладья · h6 чёрная пешка · f5 чёрный слон · h5 белая пешка · a4 белая пешка · b4 белая пешка · d4 белый ферзь · f4 белая ладья · h4 белая ладья · f2 белый король · g2 белая пешка | f8 чёрная ладья · g7 чёрный ферзь · h7 чёрный король · f6 чёрная ладья · h6 чёрная пешка · f5 чёрный слон · h5 белая пешка · a4 белая пешка · b4 белая пешка · d4 белый ферзь · f4 белая ладья · h4 белая ладья · f2 белый король · g2 белая пешка | f8 чёрная ладья · g7 чёрный ферзь · h7 чёрный король · f6 чёрная ладья · h6 чёрная пешка · f5 чёрный слон · h5 белая пешка · a4 белая пешка · b4 белая пешка · d4 белый ферзь · f4 белая ладья · h4 белая ладья · f2 белый король · g2 белая пешка | f8 чёрная ладья · g7 чёрный ферзь · h7 чёрный король · f6 чёрная ладья · h6 чёрная пешка · f5 чёрный слон · h5 белая пешка · a4 белая пешка · b4 белая пешка · d4 белый ферзь · f4 белая ладья · h4 белая ладья · f2 белый король · g2 белая пешка | f8 чёрная ладья · g7 чёрный ферзь · h7 чёрный король · f6 чёрная ладья · h6 чёрная пешка · f5 чёрный слон · h5 белая пешка · a4 белая пешка · b4 белая пешка · d4 белый ферзь · f4 белая ладья · h4 белая ладья · f2 белый король · g2 белая пешка | 1 |
|   | a | b | c | d | e | f | g | h |   |

Александр Зайцев родился 15 июня 1935 года во Владивостоке. Когда ему исполнилось два года семья переехала на Украину. Они жили в небольшом селе недалеко от Краснодона. Отец работал в школе завучем и преподавал математику и физику. После начала войны отец в июле 1941 года ушёл на фронт. Семья эвакуировалась в Сибирь и потом вернулась во Владивосток. В 1953 году успешно сыграл в юношеском чемпионате России (1—3-е места) и в полуфинале командного первенства СССР среди юношей на третьей доске занял 1-е место. Начал играть по переписке, а также собирать шахматную литературу (книги, журналы прошлого и нынешнего столетия). Школу (10 классов) окончил с золотой медалью, интересовался точными науками — математика, но ввиду того, что во Владивостоке университета не было, а далеко ездить он не мог — болела нога, пришлось поступить на электротехнический факультет Политехнического института. После окончания института пару лет работал инженером, но после успеха в матчах с московскими мастерами стал больше уделять внимание шахматам. На Дальнем Востоке не было ему равных по силе игроков, поэтому программу своего дальнейшего усовершенствования приходилось разрабатывать самому. 

Играть интересно, не бояться острых дебютов, а иногда некорректных вариантов, досконально изучив их предварительно и проверив в турнирах по переписке. Не избегать осложнений (счётная игра не подведёт). Знать во всех вариантах белыми и чёрными какой-нибудь дебют… — Архангельский Б. Н., Кимельфельд Р. И. Начало пути // Александр Зайцев. — М.: Физкультура и спорт, 1986. — С. 3. — 11 с.
В шахматы научился играть в 14 лет, а в 18 имел первую категорию. В течение дня, по 8—14 часов изучал партии великих мастеров, теорию и занимался анализом своих партий. Без посторонней помощи прошёл короткий путь от кандидата в мастера до гроссмейстера у себя дома, во Владивостоке. В 1958 году стал известным в шахматных кругах после победы на зональных турнирах соревнованиях Сибири и Дальнего Востока. После турниров был организован матч между победителем и главным судьёй мастером Я. Эстриным, где неожиданно мастер проиграл со счётом 2½ : 3½. Через год в шахматной литературе появилось сообщение о победе в тренировочном матче кандидата в мастера над экс-чемпионом Москвы В. Симагиным (3½ : 2½). После возвращения в Москву Симагин прокомментировал на лекциях игру своего противника. 

Это удивительно, но чем больше я старался запутать игру, тем увереннее чувствовал себя мой неведомый доселе противник.— Архангельский Б. Н., Кимельфельд Р. И. Начало пути // Александр Зайцев. — М.: Физкультура и спорт, 1986. — С. 3. — 10 с.
По образованию — инженер-электрик (окончил Дальневосточный политехнический институт во Владивостоке).
Первого успеха добился в 1953, разделив 1-3 места в юношеском чемпионате РСФСР. Участник четырёх чемпионатов СССР, в чемпионате 1968/69 разделил 1-е место с Львом Полугаевским, но проиграл дополнительный матч за первое место — 2½ : 3½.

## Семья
- Мать — Наталья Ивановна Зайцева
- Отец — Зайцев Николай Александрович
- Сестра — Людмила (муж — Александр Иванович Барабаш)

## Спортивные результаты
| Год       | Город          | Турнир                                            | +  | − | =  | Результат | Место |
| --------- | -------------- | ------------------------------------------------- | -- | - | -- | --------- | ----- |
| 1953      | Владивосток    | Первенство Владивостока                           | 8  | 3 | 2  | 9 из 13   | 2     |
|           | Серпухов       | Полуфинал первенства РСФСР среди юношей           | 5  | 2 | 2  | 6 из 9    | 2     |
|           | Серпухов       | Финал первенства РСФСР среди юношей               | 5  | 2 | 4  | 7 из 11   | 1—3   |
|           | Харьков        | Полуфинал командного первенства СССР среди юношей | 4  | 0 | 1  | 4½ из 5   | 1     |
|           | Харьков        | Финал командного первенства СССР среди юношей     | 2  | 0 | 3  | 3½ из 5   | 2     |
| 1954      | Владивосток    | Первенство Приморского края                       | 7  | 3 | 0  | 7 из 10   | 1—5   |
|           | Владивосток    | Командное первенство приморского края             | 10 | 0 | 1  | 10½ из 11 | 1     |
| 1955      |                | Первенство Приморского края                       | 9  | 1 | 3  | 10½ из 13 | 1     |
| 1956      | Владивосток    | Первенство Владивостока                           | 9  | 1 | 1  | 9½ из 11  | 1—2   |
|           |                | Матч на первенство города                         | 4  | 1 | 0  | 4 из 5    | 1     |
| 1957      |                | Первенство Приморского края                       | 8  | 1 | 4  | 10 из 13  | 4     |
| 1958      | Владивосток    | Зональный турнир РСФСР                            | 7  | 1 | 2  | 8 из 10   | 1     |
|           |                | Матч с Я. Эстриным                                | 2  | 1 | 3  | 3½ : 2½   |       |
|           | Новосибирск    | Полуфинал первенства РСФСР                        | 2  | 8 | 7  | 5½ из 17  | 14—15 |
|           |                | Первенство Приморского края                       | 5  | 0 | 6  | 8 из 11   | 2     |
|           |                | Матч Владивосток — Хабаровск                      | 2  | 0 | 0  | 2 из 2    |       |
|           |                | Зональное первенство РСФСР                        | 4  | 1 | 5  | 6½ из 10  | 4—7   |
|           |                | Матч с мастером В. Симагиным                      | 2  | 1 | 3  | 3½ : 2½   |       |
|           | Владивосток    | Первенство Владивостока                           | 6  | 0 | 0  | 6 из 6    | [ 6 ] |
|           | Красноярск     | Турнир кандидатов в мастера                       | 4  | 3 | 4  | 6 из 11   | 5—6   |
| 1959      |                | Первенство Приморского края                       | 11 | 0 | 5  | 13½ из 16 | 1     |
| 1962      | Москва         | Матч на звания мастера с А. Воловичем             |    |   |    | 7½ : 5½   |       |
|           | Минск          | Первенство «Спартака»                             | 7  | 2 | 8  | 11 из 17  | 2—4   |
|           | Ереван         | 30-й чемпионат СССР                               | 3  | 6 | 10 | 8 из 19   | 12—15 |
| 1963      | Будапешт       | Матч Венгрия — РСФСР                              | 2  | 1 | 1  | 2½ из 4   |       |
|           | Сочи           | Международный турнир                              | 3  | 4 | 4  | 5 из 11   | 9     |
|           | Москва         | Полуфинал 31-го чемпионата СССР                   | 3  | 5 | 7  | 6½ из 15  | 12—13 |
| 1964      | Иркутск        | Полуфинал первенства ВЦСПС                        | 5  | 1 | 5  | 7½ из 11  | 2—3   |
|           | Казань         | Первенство РСФСР                                  | 7  | 4 | 4  | 9 из 15   | 4—6   |
|           | Рига           | Первенство ВЦСПС                                  | 4  | 1 | 4  | 6 из 9    | 1—4   |
| 1965      | Сочи           | Международный турнир                              | 4  | 3 | 8  | 8 из 15   | 5—7   |
| 1966      | Саратов        | Первенство РСФСР                                  | 3  | 7 | 9  | из        | 16—17 |
| 1967      | Ленинград      | Спартакиада народов СССР                          | 5  | 0 | 6  | 8 из 11   | 4     |
|           | Сочи           | Международный турнир                              | 6  | 1 | 8  | 10 из 15  | 1—5   |
|           | Харьков        | 35-й чемпионат СССР                               | 6  | 2 | 5  | 8½ из 13  | 12—13 |
| 1968      | Москва         | Международный турнир                              | 2  | 2 | 7  | 5½ из 11  | 6—9   |
|           | Грозный        | Первенство РСФСР                                  | 7  | 0 | 9  | 11½ из 16 | 1     |
|           | Берлин         | Международный турнир                              | 5  | 3 | 7  | 8½ из 15  | 6—7   |
| 1968/1969 | Алма-Ата       | 36-й чемпионат СССР                               | 6  | 0 | 13 | 12½ из 19 | 1—2   |
| 1969      | Владимир       | Матч на звание чемпиона СССР с Л. Полугаевским    | 1  | 2 | 3  | 2½ : 3½   |       |
|           | Людвигсбург    | Международный турнир                              | 3  | 2 | 1  | 3½ из 6   | 3     |
|           | Бюзум          | Международный турнир                              | 4  | 2 | 9  | 8½ из 15  | 5—6   |
|           | Скопле         | Матч СССР — Югославия                             | 0  | 1 | 3  | 1½ из 4   |       |
|           | Москва         | 37-й чемпионат СССР                               | 5  | 9 | 8  | 9 из 22   | 17—20 |
|           | Будапешт       | Матч Венгрия — СССР                               | 1  | 2 | 1  | 2 из 4    |       |
| 1970      | Куйбышев       | Первенство РСФСР                                  | 6  | 4 | 7  | 9½ из 17  | 6—8   |
|           | Дебрецен       | Международный турнир                              | 5  | 3 | 7  | 8½ из 15  | 5—8   |
|           | Албена         | Международный турнир                              | 2  | 3 | 6  | 5 из 11   | 6—7   |
| 1971      | Таллин         | Международный турнир                              | 6  | 2 | 7  | 9½ из 15  | 5     |
|           | Пермь          | Полуфинал 39-го чемпионата СССР                   | 5  | 1 | 11 | 10½ из 17 | 4—5   |
|           | Поляница-Здруй | Международный турнир                              |    |   |    | 8 из 15   | 5—8   |

### Соревнования по переписке
| Год       | Турнир                       | + | − | =  | Результат | Место |
| --------- | ---------------------------- | - | - | -- | --------- | ----- |
| 1961—1962 | Полуфинал VI первенства СССР | 8 | 0 | 12 | 14 из 20  | 2     |
| 1963—1964 | VI первенство СССР           | 6 | 3 | 8  | 10 из 17  | 6     |
| 1965—1966 | VII первенство СССР          | 1 | 6 | 12 | 7 из 19   | 14—16 |
| 1966—1971 | Кубок Азии, 1-я доска        | 2 | 1 | 0  | 2½ из 3   |       |